# راب اسکات (بازیکن فوتبال)
راب اسکات (انگلیسی: Rob Scott؛ زادهٔ ۱۵ اوت ۱۹۷۳) بازیکن فوتبال اهل بریتانیا است.
از باشگاه‌هایی که در آن بازی کرده‌است می‌توان به باشگاه فوتبال ساتون یونایتد، باشگاه فوتبال فولام، باشگاه فوتبال نورث‌همپتون تاون، باشگاه فوتبال شفیلد یونایتد، باشگاه فوتبال اولدهام اتلتیک، باشگاه فوتبال روترهام یونایتد، باشگاه فوتبال مکلسفیلد تاون، و باشگاه فوتبال کارلایل یونایتد اشاره کرد.